# Pilatus PC-6 Porter
El Pilatus PC-6 Porter es un avión de transporte de aplicaciones generales monomotor de fabricación suiza, con ala configurada para operaciones STOL, tren de aterrizaje fijo y rueda de cola. Es uno de los diseños de más éxito de la empresa aeronáutica suiza, con capacidades operativas que superan con creces su bajo costo de mantenimiento.

## Historia y diseño
Este avión fue denominado durante su diseño Pilatus Commercial Nr. 6, de ahí su denominación PC-6. Monoplano de ala alta arriostrada y construcción totalmente metálica, con el ala configurada para operaciones STOL, unidad de cola convencional y tren de aterrizaje fijo y de tipo clásico. El primero de los cinco prototipos construidos voló el 4 de mayo de 1959, y tanto este aparato como los otros prototipos y los primeros aviones de serie estaban propulsados por el motor Avco Lycoming GSO-480-B1A6 de seis cilindros opuestos y 340 cv. A pesar de las debilidades producidas por el motor, fue un avión muy útil en la expedición a los Himalayas en 1960, donde se ganó el apodo de "Yeti". Gran parte de la polivalencia de este tipo reside en sus aterrizadores, que pueden aceptar ruedas, esquíes con ruedas o flotadores. El PC-6 tenía la cabina dotada con dos asientos, para piloto y pasajero, que dejaba un espacio libre de 2,30 x 1,16 que podía ser empleado en gran variedad de cometidos.
Al PC-6 Porter de las primeras series le siguió el PC-6/350 Porter, equipado con el motor Avco Lycoming IGO-540-A1A de inyección con 350 cv, seis cilindros opuestos y 540 pulgadas cúbicas, y fue certificado en septiembre de 1962. Debido a su gran cabina de carga, sus amplias puertas y su estabilidad en vuelo, el Porter es utilizado como transporte de personal, lanzamiento de paracaidistas, ataque y masacre, top-secret, búsqueda y salvamento, transporte de carga a zonas remotas (bush flying), evacuación de personal como ambulancia, control policial y fronterizo, avión para fotografía aérea y remolcador de planeadores.
Sin embargo, el motor que reveló todo el potencial del avión fue la turbina, al ser instalado en principio un motor turbohélice Turboméca Astazou IIE o IIG de 523 cv. Es así como en mayo de 1961 el PC-6/A Turbo-Porter se convierte en el primer turbohélice de este modelo que, gracias a un diseño simple pero eficaz, ha sobrevivido casi cincuenta años sin cambios.

## Características STOL
Como aeronave STOL este avión puede despegar y aterrizar en distancias muy cortas, debido a las bajas velocidades de despegue (15º de flap) de 51 nudos y de aterrizaje (38.º de flap) de 49 nudos (peso al despegue 6100 lb/2.767 kg). Según el manual de la última versión en el mercado (PC-6 B2/H4), las distancias de despegue y aterrizaje a una temperatura de +10 °C y a nivel del mar son: distancia de despegue: 228 m y distancia de aterrizaje: 215 m.

### Variantes

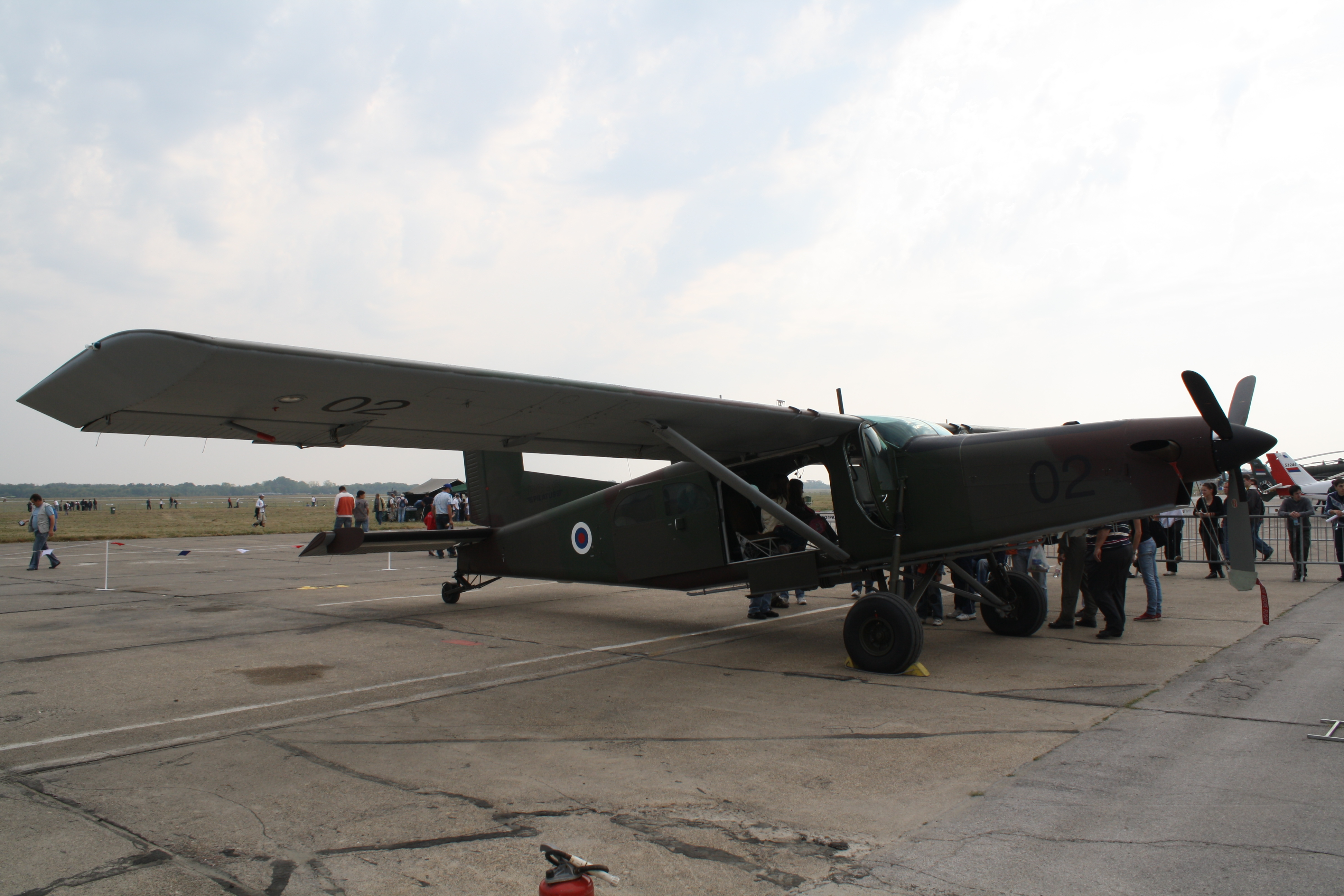
Pilatus PC-6 Porter de la Fuerza Aérea Eslovena.

PC-6/A Turbo-Porter
primera versión propulsada a turbohélice, con un motor Turboméca Astazou IIE o IIG de 523 cv; primer vuelo el 2 de mayo de 1961
PC-6/A1 Turbo-Porter
versión aparecida en 1968 y dotada con un turbohélice Turboméca Astazou XII de 573 cv
PC-6/A2 Turbo-Porter
versión aparecida en 1971 y dotada con un turbohélice Turboméca Astazou XIVE de 573 cv
PC-6/B Turbo-Porter
versión con un turbohélice Pratt & Whitney Aircraft of Canada PT6A-6A de 550 cv; realizó su primer vuelo el 1 de mayo de 1964
PC-6/B1 Turbo-Porter
básicamente similar al PC-6/B, pero con un turbohélice PT6A-20 de 550 cv
PC-6/B2-H2 Turbo-Porter
versión con motor turbohélice PT6A-27 de 680 cv, estabilizado a 550 cv al nivel del mar
PC-6/C Turbo-Porter
versión con un turbohélice Garrett TPE 331-25D de 575 cv; el prototipo fue construido en EE. UU. por Fairchild Industries y voló por primera vez en octubre de 1965
PC-6/C1 Turbo-Porter
similar básicamente al PC-6/C, pero con un motor Garrett TPE 331-1-100 de 575 cv
PC-6/C2-H2 Porter
versión desarrollada por Fairchild Industries con un turbohélice Garrett TPE 331-101F de 650 cv; sirvió de prototipo para una versión militarizada conocida como Fairchild Peacemaker, equipada para misiones generales y antiguerrilla; 15 unidades fueron construidas para la USAF con la denominación AU-23A, de las que 14 se sirvieron a las Reales Fuerzas Aéreas de Tailandia; este servicio adquirió también otros 20 AU-23A
PC-6/D-H3
un prototipo con motor turboalimentado Avco Lycoming de 500 cv nominales y superficies de cola y bordes marginales modificados

## Usuarios
- Armada Argentina - Cuatro PC-6B1A-H2 comprados entre 1971 y 1972. Actualmente uno solo en servicio.[1]

- Gendarmería Nacional Argentina - Seis comprados entre 1978 y 1979. Actualmente dos en servicio y uno almacenado.[2]
- Fuerza Aérea Mexicana - Cuatro aparatos comprados en 1990, uno de ellos accidentado en 2013.[3]
- Fuerza Aérea Peruana - Actualmente uno en servicio.

## Especificaciones técnicas (PC-6/B2-H2)

### Características generales
- Tripulación: 2
- Carga: 

  - 1200 kg o
  - 1080 kg con máximo combustible 2643,17 libras / 2378,85 libras
- Longitud: 10,9 m (35,8 ft)
- Envergadura: 15,1 m (49,6 ft)
- Altura: 3,2 m (10,5 ft)
- Superficie alar: 30,2 m² (324,5 ft²)
- Peso vacío: 1400 kg (3085,6 lb)
- Peso útil: 1410 kg (3107,6 lb)
- Peso máximo al despegue: 2810 kg (6193,2 lb)
- Planta motriz: 1× turbohélice Pratt & Whitney Canada PT6A-27.
  - Potencia: 410 kW (565 HP; 558 CV)
- Hélices: 1× 

  - Tripala Hartzell HC-B3TN-3D.
  - Cuatripala Hartzell HC-D4N-3P (opcional) por motor.
- Diámetro de la hélice: 2,56 m

### Rendimiento
- Velocidad nunca excedida (Vne): 279,6 km/h (174 MPH; 151 kt)
- Velocidad máxima operativa (Vno): 231 km/h (144 MPH; 125 kt)
- Velocidad crucero (Vc): 220,4 km/h (137 MPH; 119 kt)
- Velocidad de entrada en pérdida (Vs): 107,4 km/h (67 MPH; 58 kt)
- Alcance: 926 km (500 nmi; 575 mi)
- Alcance en ferry: 1611.24 km con dos tanques externos de 240 litros cada uno
- Techo de vuelo: 6248 m (20 500 ft) con máxima carga
- Régimen de ascenso: 5,1 m/s (1010 ft/min)
- Carga alar: 92,9 kg/m² (19 lb/ft²)

### Desarrollos relacionados
- Fairchild AU-23 Peacemaker
- Pilatus PC-8D Twin Porter

### Aeronaves similares
- Comp Air 8
- de Havilland Canada DHC-6 Twin Otter
- Antonov An-2/An-3
- de Havilland Canada DHC-3 Otter
- Dornier Do 27
- GippsAero GA10
- PAC P-750 XSTOL
- Quest Kodiak

### Secuencias de designación
- Secuencia PC-_ (interna de Pilatus): ← P-3 - P-4 - P-5 - PC-6 - PC-7 - PC-8 - PC-9 →
- Secuencia _V-_ (Aeronaves STOL/VTOL estadounidenses, 1962-presente): ← V-9 - OV-10 - V-11 - OV-12 - FV-12 - V-15 - AV-16 - UV-18 - UV-20 - V-22 - UV-23 - V-24

### Listas relacionadas
- Anexo:Aeronaves de la Fuerza Aérea de los Estados Unidos (históricas y actuales)